# Réserve nationale Los Ruiles
La réserve nationale Los Ruiles est une réserve nationale située dans la région du Maule au Chili. Créée le 13 juillet 1992, la réserve, d'une superficie de 45 hectares, est composée de deux secteurs non contigus : Los Ruiles de Cauquenes situé sur la province de Cauquenes et Los Ruiles de Empedrado situé sur la province de Talca. Le principal sentier de trekking se situe dans Los Ruiles de Cauquenes.
La réserve est un refuge pour de nombreuses espèces d'oiseaux, comme la Merganette des torrents (Merganetta armata), la Chouette effraie (Tyto alba), le Vanneau téro (Vanellus chilensis), la Sturnelle australe (Sturnella loyca) et le Grand-duc de Magellanie (Bubo (virginianus) magellanicus). Le parc abrite également de nombreuses espèces de plantes comme le Maitén (Maytenus boaria), le Coigüe (Nothofagus dombeyi), le Boldo (Peumus boldus) et le Quillaja saponaria.
La présence du Guigna (Leopardus guigna), petit félin endémique de la Patagonie, est confirmée dans cette réserve. Toutefois, sa survie dépend de la présence des forêts aux alentours de la réserve.